# Raymonde Schweizer
Pour les articles homonymes, voir Schweizer.
Raymonde Schweizer, née le 26 janvier 1912 à La Chaux-de-Fonds et morte le 30 décembre 2003 à Val-de-Ruz, est une personnalité politique suisse, membre du Parti socialiste. Députée au Grand Conseil du canton de Neuchâtel de 1960 à 1969, elle est la première Suissesse élue dans un parlement cantonal.

## Biographie
Raymonde Schweizer naît à La Chaux-de-Fonds le 26 janvier 1912. Son père, Louis Alfred, est commis. Sa mère se nomme Henriette Marie Bringold. 
Forte d'un diplôme d'institutrice obtenu en 1932 à l'école normale de Neuchâtel et d'un brevet de maîtresse de couture, elle enseigne à partir de 1939 à l'école de travaux féminins de La Chaux-de-Fonds. Elle y prend des responsabilités croissantes, jusqu'à en être la directrice de 1951 à 1975.
En parallèle, elle s'implique dans la vie politique et syndicale, militant à gauche et notamment pour l'égalité des droits entre hommes et femmes. En septembre 1960, une assemblée générale du parti socialiste local la choisit comme candidate pour une élection partielle. Élue, elle prête serment le 27 septembre 1960 au Grand Conseil du canton de Neuchâtel, devenant la première Suissesse à siéger dans un parlement cantonal, une année exactement après que le droit de vote et d’éligibilité aux échelons cantonal et communal a été accordé aux femmes. Son mandat sera renouvelé jusqu'en 1969.
En 1965, elle est la première candidate féminine au Conseil des États.
Elle meurt célibataire le 30 décembre 2003 à Malvilliers, dans le Val-de-Ruz.